# آرون كالفير
آرون كالفير (بالإنجليزية: Aaron Calver) (12 يناير 1996 في أستراليا - ) هو لاعب كرة قدم أسترالي في مركز الدفاع. شارك مع منتخب أستراليا تحت 17 سنة لكرة القدم. أما مع النوادي، فقد لعب مع سيدني إف سي.

## روابط خارجية
- آرون كالفير على موقع دوري كوريا الجنوبية (الإنجليزية)
- آرون كالفير على موقع قاعدة بيانات كرة القدم.إي يو (الإنجليزية)
- آرون كالفير على موقع Soccerway.com (الإنجليزية)